# Деніел Ріджвей Найт
Де́ніел Рі́джвей Найт (англ. Daniel Ridgway Knight; 15 березня 1839, Чамберсбург, Франклін, Пенсільванія — 9 березня 1924) — американський художник.

## Біографія
Народився у місті Чамберсбург, штат Пенсильванія. Вчився у паризькій Школі витончених мистецтв у Шарля Глейра, пізніше працював у приватній майстерні Е. Мессоньє. З 1872 року жив у Франції, мавши будинок і майстерню в Пуассі на Сені.
Картини Найта, що зображали селянок на тлі пейзажу, мали великий успіх у публіки. Свою першу значну відзнаку він здобув у Паризькому Салоні в 1882 році: за полотно Un Deuil («Жало́ба»). Надалі він був нагороджений також срібною медаллю, хрестом ордена Почесного Легіону (на Всесвітній виставці — 1889), Баварським Королівським орденом Св. Михайла (Мюнхен, 1893), почесною золотою медаллю Пенсильванської академії образотворчих мистецтв (1893). Помер у Парижі, у віці 84 років. Його син, Луїс Астон Найт (1873—1948), відомий як художник-пейзажист
.
Дослідження життя і творчості Найта, укладання каталогу-резоне проводиться галереєю Rehs Galleries, Inc. у Нью-Йорку.

## Галерея

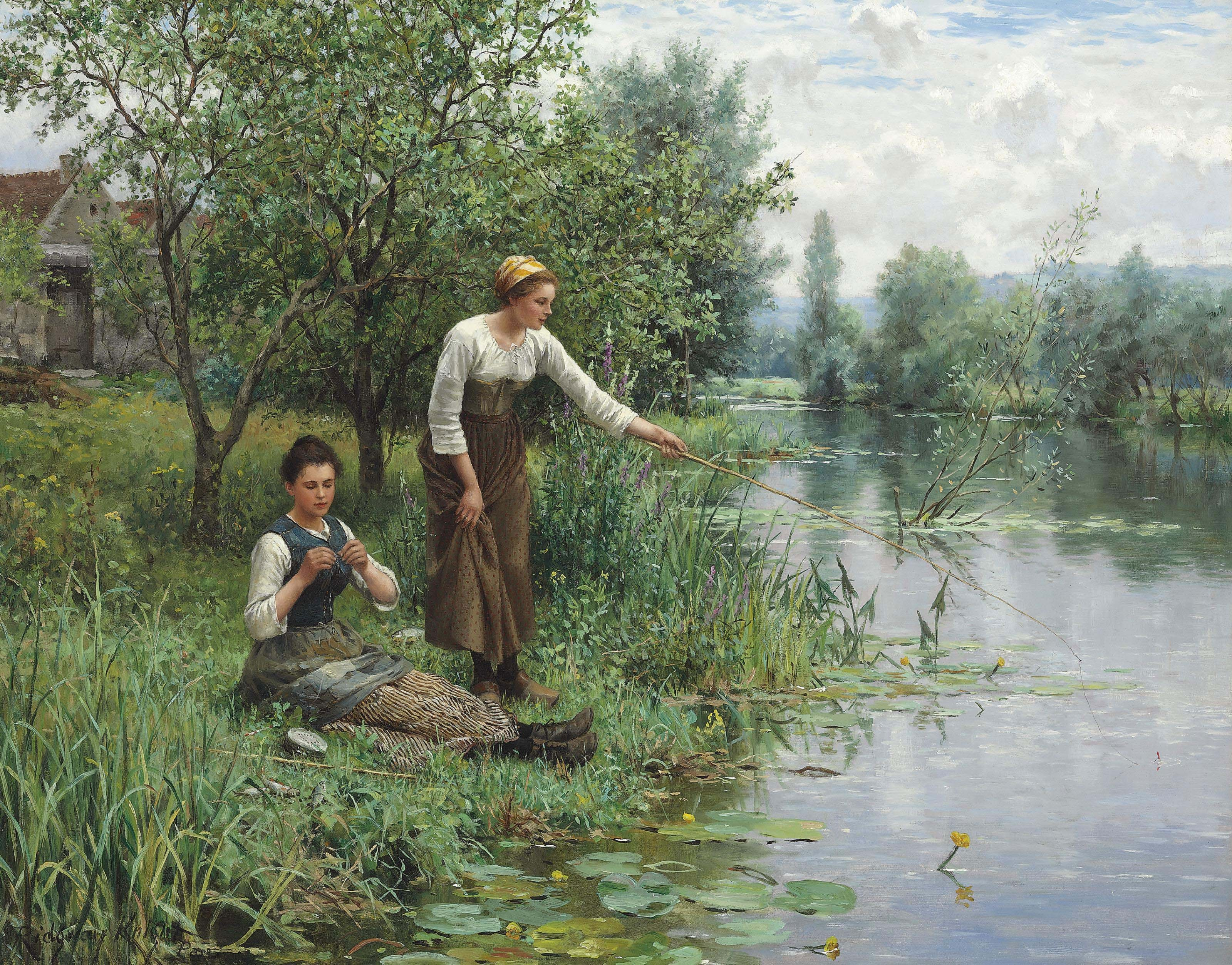
Жінки рибалять
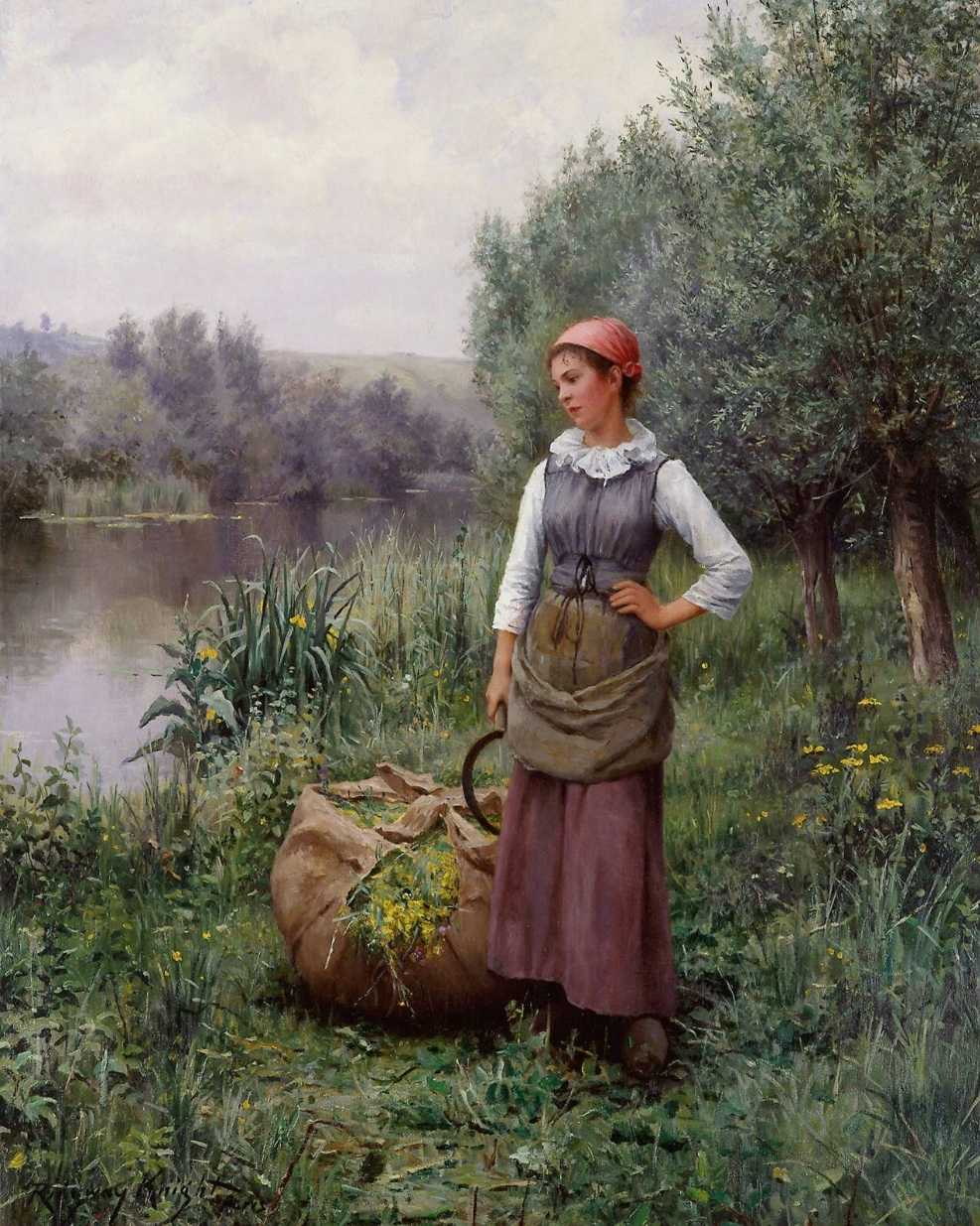
Дівчина біля струмка
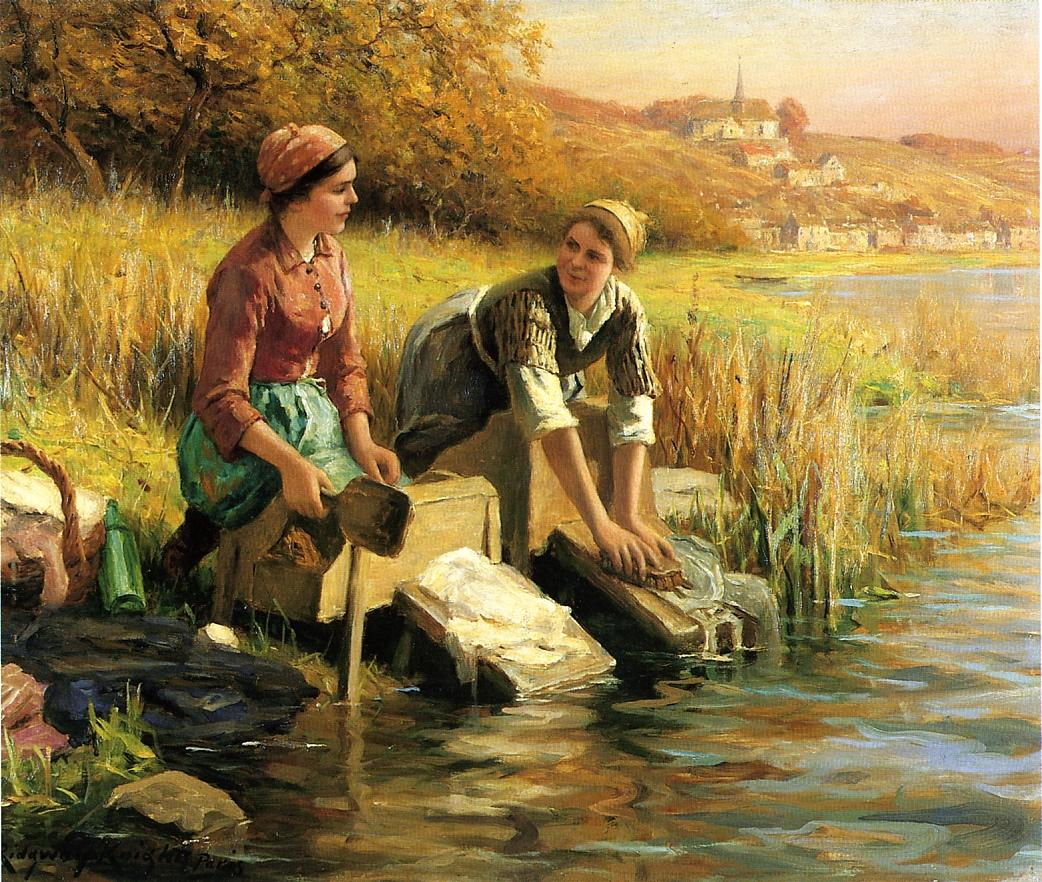
Пралі біля струмка
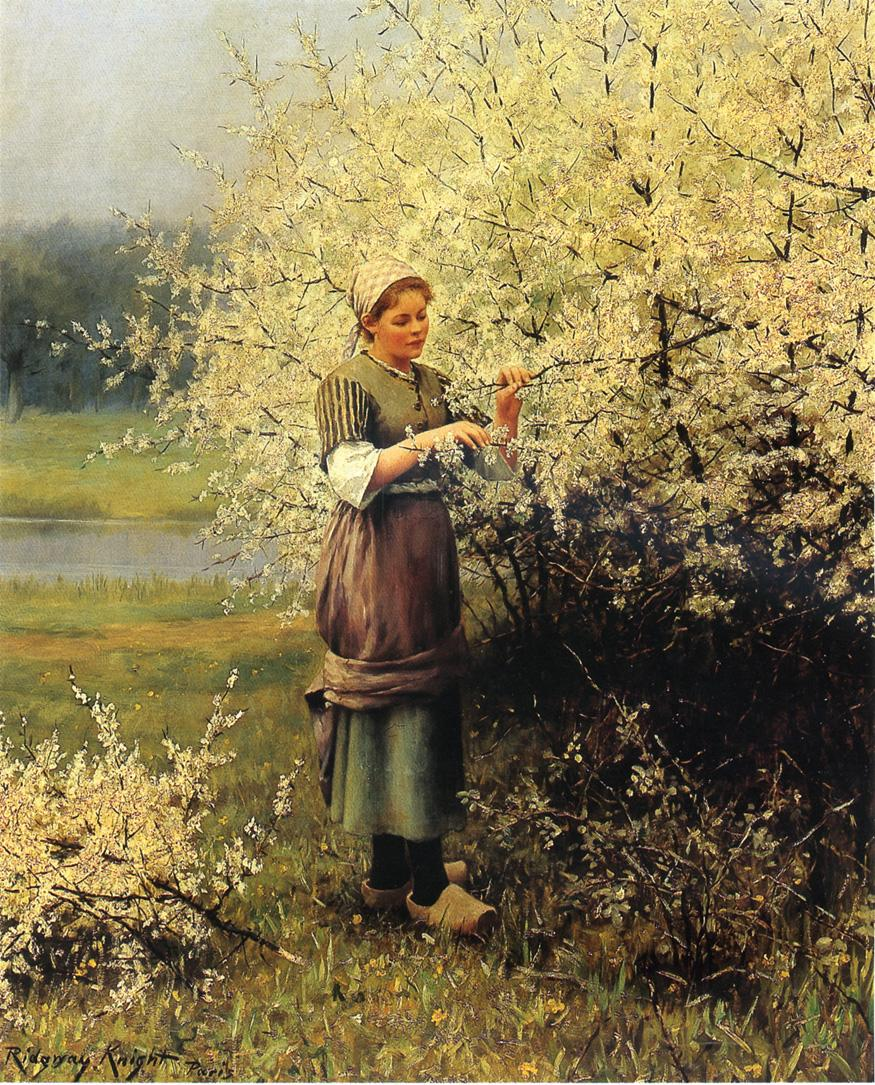
Весняний цвіт
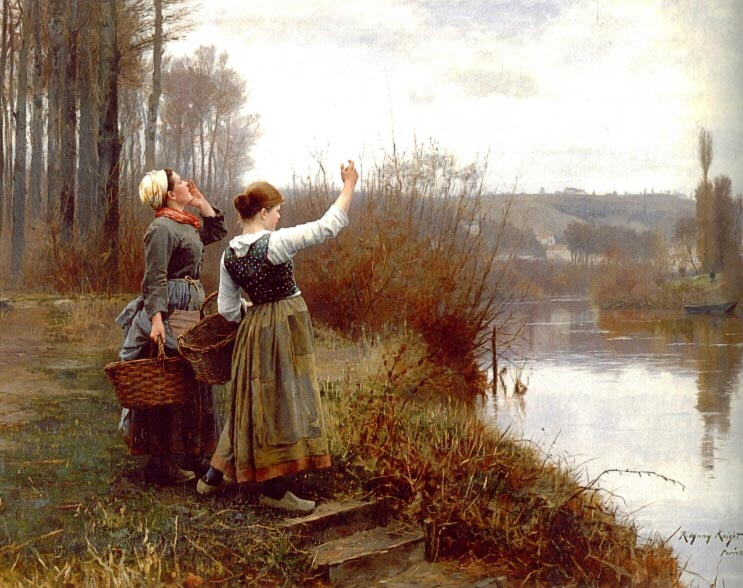
Кликання поромника
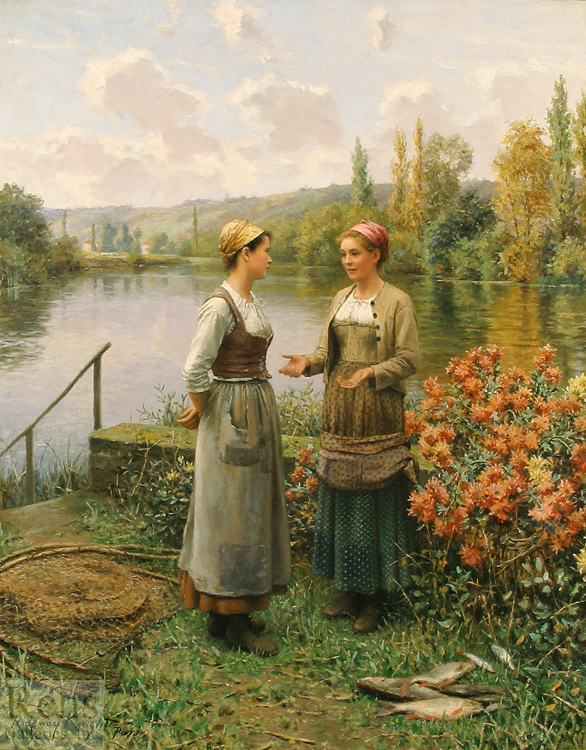
Денний улов
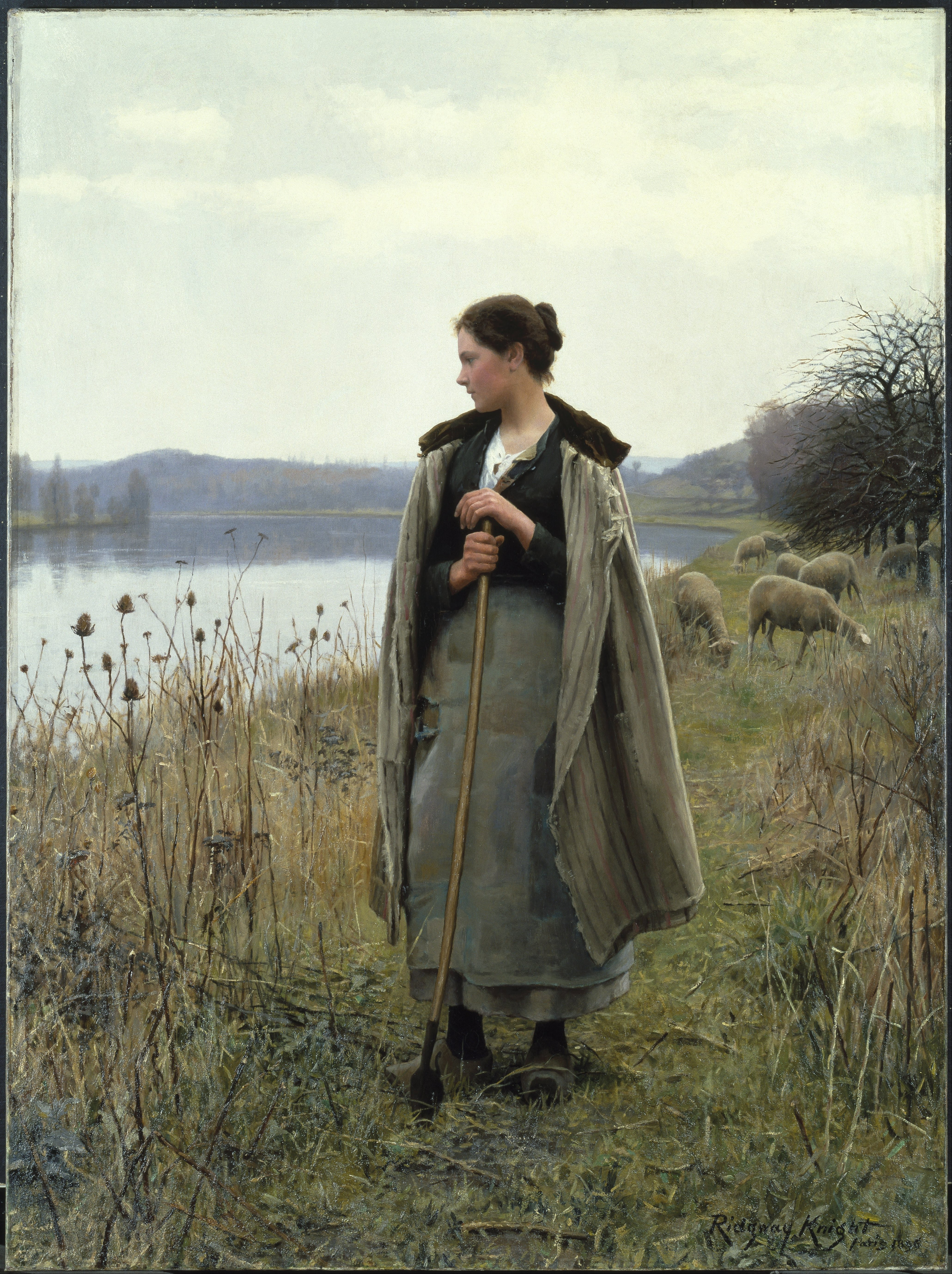
Пастушка з Роллбуаза Бруклінський музей
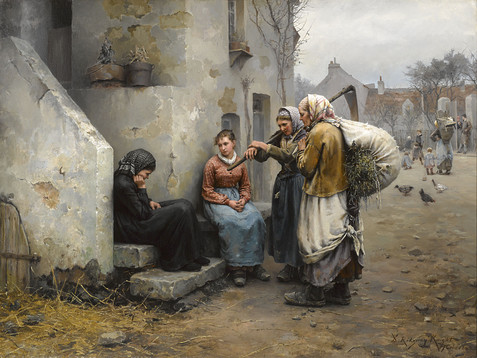
Un Deuil («Жалоба»). Полотно, олія, 1882